# Dan Nica
Dan Nica (Panciu, 2 luglio 1960) è un politico e ingegnere rumeno, membro del Partito Social Democratico, è stato membro della Camera dei Deputati per il Distretto di Galați dal 1996. È stato Ministro delle comunicazioni e delle tecnologie dell'informazione dal 28 dicembre 2000 al 14 luglio 2004 nel Governo Năstase, Vice Primo ministro e Ministro dell'amministrazione e dell'Interno tra febbraio e ottobre 2009 nel Governo Boc I. Nel Governo Ponta I, è stato Ministro per le comunicazioni per una seconda volta, dal 7 maggio 2012 al 25 febbraio 2014.

## Biografia

### Primi anni di vita e carriera
È nato a Panciu, distretto di Vrancea. Nel 1985 si è laureato presso la Facoltà di Elettronica e Telecomunicazioni dell'Università Tecnica Gheorghe Asachi di Iaşi. Detiene inoltre il titolo di dottore in Scienze della Comunicazione dal 2005, ha co-progettato tre invenzioni brevettate ed è autore nel 2001 del libro Guvern, cetăţean, societatea informaţională ("Governo, Cittadino, Società d'informazioni"). Dal 1985 al 1996 ha lavorato presso la Direzione delle Telecomunicazioni del distretto di Galati dove è stato il suo direttore dal 1991 in poi. In questa veste ha coordinato un progetto di ampliamento telefonico, che ha portato il distretto a diventare uno dei primi in Romania in cui oltre il 90% delle famiglie aveva un telefono. Contemporaneamente, dal 1993 al 1996, è stato professore associato all'Università di Galaţi, insegnando telecomunicazioni e trasmissione dati.
Nel 1996, Nica è stato eletto alla Camera dei deputati per il PDSR (PSD dal 2001); ha fatto parte del comitato industria e servizi. Dal 1997 al 2003 ha diretto l'organizzazione del partito comunale a Galaţi, mentre dal 1999 al 2003 è stato primo vicepresidente del capitolo della Distretto di Galaţi per il PSD e dal 1999 al 2004 ha fatto parte dell'ufficio esecutivo centrale del partito. È stato rieletto nel 2000 dove ha fatto parte del Governo Năstase fino al luglio 2004, quando fu licenziato durante una riorganizzazione. Durante questo periodo è stato membro della commissione amministrativa, della gestione del territorio e dell'equilibrio ecologico della Camera e ha introdotto una legge per sostenere e promuovere le piccole e medie imprese. Inoltre, dal 2002 al 2004, è stato membro della Task force delle tecnologie dell'informazione e della comunicazione delle Nazioni Unite. È stato eletto nel 2004, dopo di che è diventato vicepresidente del comitato per le tecnologie dell'informazione e delle comunicazioni. Durante la campagna del 2004, la coalizione per un Parlamento pulito, una ONG, lo ha accusato di mancare sull'integrità morale necessaria per sedere in Parlamento, sostenendo di aver preso decisioni come ministro di cui hanno beneficiato alcune società private a scapito dello Stato e della concorrenza di mercato. Un'ordinanza che regola le tasse sugli operatori di telefonia mobile avrebbe salvato una società da circa 10 milioni di euro all'anno, e Nica avrebbe lasciato cadere una clausola nel contratto di privatizzazione del 2003 di Romtelecom. Ha fatto causa per 1,5 miliardi di lei (circa 50000 $) in danni, ma ha perso.

### Nel governo e successivamente
Un mese dopo le elezioni del 2008, in cui Nica ha ottenuto un altro mandato alla Camera dei deputati, è stato nominato vice premier nel Governo Boc I. Nel gennaio 2009, dopo le dimissioni di Gabriel Oprea e prima di Liviu Dragnea, Nica è stato ministro interinale; quando Dragnea si è dimesso il mese successivo, Nica ha nuovamente assunto l'incarico al ministero, in uno scenario che è stato considerato come una delle numerose opzioni discusse nel PSD. Come vice premier, Nica ha dovuto giocare un ruolo di equilibrio quando sono apparse le tensioni all'interno della coalizione del governo PSD-PD-L, entrambe che esortavano i ministri del PSD (e del PD-L) a mostrare "moderazione" nelle loro dichiarazioni pubbliche sull'altra parte,, e criticando talvolta il PDL, ad esempio accusando il ministro dello sviluppo regionale Vasile Blaga di "arroganza" nel suo atteggiamento nei confronti dei ministri del PSD. In qualità di ministro dell'Interno, ha preso atto di presunte frodi durante le elezioni del Parlamento europeo del 2009, promettendo che coloro che avessero votato più di una volta sarebbero stati arrestati e annunciando presto dopo i sondaggi chiusi che 35 dossier penali erano già stati aperti per i reati che includevano la tentata frode e la distribuzione di soldi e cibo per influenzare gli elettori. Alla fine del settembre 2009 Nica ha affermato che tutti i bus disponibili erano stati affittati per il primo e il secondo turno delle successive elezioni presidenziali e che questi sarebbero stati utilizzati per trasportare gli elettori in più stazioni elettorali in modo da poter votare in più di un ballottaggio. Citando questi commenti e una situazione di peggioramento della sicurezza pubblica che ha incluso un aumento generale del crimine e una serie di rapine armate, Boc si è mosso per far dimettere Nica. Il 1º ottobre, il presidente Traian Băsescu ha approvato il licenziamento da ministro di Nica, chiedendo a tutti i suoi otto colleghi di governo del PSD di dimettersi in segno di protesta quel giorno.
Nel 2010 è  stato eletto come uno dei vice presidenti del PSD. Nel maggio 2012, con la nascita del governo Ponta, è tornato a capo del Ministero delle Comunicazioni, promettendo di licenziare circa 300 dipendenti amministrativi e 90 di 100 dirigenti di Poșta Română. Alle elezioni parlamentari di dicembre, ha ottenuto un nuovo seggio alla Camera dei deputati con il 75,4% dei voti e successivamente è stato rinominato come ministro delle comunicazioni. Quando il nuovo governo di Victor Ponta è stato creato all'inizio del 2013, Nica era già inserito nelle liste del PSD per le elezioni del Parlamento europeo di maggio e ha scelto di continuare a stare all'interno del governo - diventando l'unico ministro del suo partito a farlo. Alle elezioni, ha ottenuto un seggio come deputato europeo.
Nica è sposato e ha un figlio. Oltre ad avere diversi premi per il suo lavoro di governo e tecnico, nel 2002 è stato insignito Cavaliere dell'Ordine della Stella di Romania. È anche un filatelista.